# Heinrich Gustav Magnus
Heinrich Gustav Magnus (Berlino, 2 maggio 1802 – Berlino, 4 aprile 1870) è stato un chimico e fisico tedesco, il cui nome è legato alla scoperta dell'effetto Magnus.

## Biografia
Nacque a Berlino, figlio di un mercante benestante; uno dei suoi fratelli, Eduard Magnus (1799-1872), divenne un famoso pittore. Dopo gli studi all'Università di Berlino, si spostò all'Università di Stoccolma per lavorare sotto la guida di Berzelius. Più tardi fu a Parigi, dove studiò sotto Gay-Lussac e Thénard. Nel 1831 fece ritorno a Berlino come lecturer di tecnologia e fisica all'università.
Nel 1834 divenne assistente di fisica e tecnologia per poi essere nominato professore nel 1845. Uno dei suoi ultimi allievi fu l'irredentista trentino Alberto Eccher.
Muore nel 1870 e viene sepolto nel Cimitero di Dorotheenstadt, a Berlino.